# Mamoru Oshii
Mamoru Oshii (japanska: 押井 守 Oshii Mamoru?), född 8 augusti 1951 i Ōta i Tokyo, är en japansk filmregissör och serieskapare. Han har främst arbetat med animerad film men även spelfilm.
Oshii har i synnerhet gjort avtryck genom sina verk inom science fiction och blev internationellt känd genom filmatiseringen av mangaserien Ghost in the Shell (1995). Ibland beskrivs hans stil som kopplad till filosofi.

## Biografi

### Tidiga år
Från tidiga år hade Oshii ett intresse för kristendom och Bibeln. Han har dock aldrig beskrivit sig som kristen.
Under skolåren fascinerades Oshii av Chris Markers film Terrassen (1962), och den kom senare att inspirera till Oshiis Akai megane (1986). Han såg återkommande europeisk film, inklusive verk av Fellini, Bergman, Antonioni och Melville. Dessa kompletterades med namn som Godard, Tarkovskij och Kawalerowicz som allmänna inspirationskällor för Oshiis eget kommande filmskapande. Oshiis egen far var också filmintresserad.
1976 avlade Oshii examen vid Tokyo Gakugei-universitetet. Följande år fick han anställning vid produktionsbolaget Tasunoko, där han kom att inleda sitt arbete som storyboard-tecknare för animeserien Ippatsu Kanta-kun. Många av de andra serierna han arbetade med var kopplade till den då avslutade TV-serien Time Bokan. 1980 flyttade Oshii över till Studio Pierrot, där han kom att arbeta under sin mentor Hisayuki Toriumi.

### Urusei yatsura(1981–1984)
Oshii fick 1981 större uppmärksamhet via sitt arbete som regissör (även storyboard) av den animerade TV-serien Urusei yatsura. Denna tre år långa produktion animerades efter Rumiko Takahashis bästsäljande manga. 
Detta kompletterades av två långfilmer efter samma franchise – Urusei yatsura: Only You (1983) och Urusei yatsura: Beautiful Dreamer (1984). Båda var originalhistorier, även om åtminstone den första fortsatte i samma andra som TV-serien. Beautiful Dreamer, med manus av Oshii och utan medverkan av Takahashi, gjorde tydliga avsteg från ursprungskonceptet och inledde den stil som Oshii senare kom att bli känd för. Filmen innehöll även experimenterande med time loop, där en gymnasieklass får uppleva en och samma dag ett antal gånger, men även drömmar och manipulation av verkligheten.

### Dallos,Lupin,Tenshi no tamagoochAnchor
I mitten av årtiondet kom Oshii att vid sidan av arbetet på Studio Pierrot ägna sig åt fristående filmprojekt. Den första kom 1983 i form av OVA:n Dallos, och året efter lämnade han Pierrot helt och hållet.
Vid denna tid blev han inhyrd – på rekommendation av Hayao Miyazaki – för att regissera en långfilm i Lupin III-franchisen, med tänkt premiär sommaren 1985. Oshiis manusförslag uppfattades av producenterna Tōhō och Yomiuri TV som excentrisk och obegriplig. Den kommande filmen var dock marknadsförd som en "Oshii-film", vilket slutligen ledde till projektet blev skrinlagt. Manusidéer från det avbrutna projektet kom senare till användning i Oshii-filmer som Tenshi no tamago, Ghost in the Shell och flera Patlabor-filmer.
Oshii har senare sagt att skapandet av Ghost in the Shell slutligen fick honom att glömma misslyckandet med Lupin III. Han fortsatte dock att använda element från manuset i verk som 009 Re:Cyborg (2012), en film som slutligen regisserades av Oshiis mångåriga lärling Kenji Kamiyama och med Oshiis manusmedverkan.
Efter att ha flyttat sin verksamhet till Studio Deen skrev han manus till och fungerade som regissör för Tenshi no tamago (1985; känd på engelska som Angel's Egg). Filmen, som skapades i samarbete med bildkonstnären Yoshitaka Amano och med dennes figurdesign, är en surrealistisk och nästan ordlös film med gott om biblisk symbolik. Namnet på filmen fastlades av en av filmens producenter, Toshio Suzuki (som samma år var en av tre grundarna av Studio Ghibli), medan Oshii själv föreslog Suisei toshi (engelska: Aquatic City).
Därefter inledde Suzuki och Miyazaki samarbete med Oshii på dennes kommande filmprojekt, betitlat Anchor. Filmarbetet avbröts dock på en tidig nivå efter konstnärliga meningsskillnader mellan de inblandade. Trots trions olika åsikter kom Suzuki och Studio Ghibli att senare hjälpa till med finansieringen av hans Ghost in the Shell 2: Innocence (2004). Än idag (2020-talet) kvarstår Oshiis respektfulla skepticism gentemot Takahatas och Miyazakis filmer.

### Patlaboroch spelfilmer
I slutet av 1980-talet fick Oshii frågan från sin vän Kazunori Itō om att ansluta till animationskollektivet Headgear, i rollen som regissör. Utöver Itō (manus) bestod gruppen då av Masami Yuuki (manga), Yutaka Izubuchi (mekanisk design) och Akemi Takada (figurdesign). Kvintetten kom därefter att ansvara för produktionen av Patlabor-produktioner för TV, OVA och bioduken.
Mellan de olika Patlabor-produktionerna sysselsatte sig Oshii med flera spelfilmer utan animationsinslag. 1987 kom Akai megane (engelska: The Red Spectacles), vilket 1991 följdes av Kerberos: Jigoku no banken (engelska: StrayDog: Kerberos Panzer Cops). Båda filmerna är del av Oshiis ännu inte avslutade Kerberos Saga. Därefter regisserade Oshii ytterligare en spelfilm – Talking Head.
I början av 1990-talet ville Studio Ghibli ha Oshii som regissör för en animerad filmversion av Ken'ichi Sakemis roman Bokkō. Projektet avbröts dock, efter att Katsuya Kondō producerad storyboards, på grund av en konflikt mellan Oshii och Miyazaki.

### Ghost in the Shelloch internationellt genombrott
1995 regisserade Oshii sin mycket uppmärksammade cyberpunk-film Ghost in the Shell, producerad efter Masamune Shirows manga med samma namn. Filmen, som var medfinansierad i USA och även distribuerades i USA och i Europa, nådde 1996 förstaplatsen på videouthyrningslistan US Billboard, som den första animeproduktionen. Den bästsäljande historien kretsade kring en kvinnlig cyborg som förtvivlat letar efter meningen med hennes existens, och den fick även en mängd positiv kritik i internationella medier. Filmen var, i likhet med Akira några år tidigare, en av de filmer som gjorde anime känt som just anime för en större västerländsk publik och räknas idag som ett centralverk inom japansk animation.
Därefter följde ett femårigt avbrott i Oshiis filmskapande. Han återvände 2001 med den japansk-polska samproduktionen Avalon, en spelfilm som även visades på det årets filmfestival i Cannes. Hans nästa projekt var den av många efterlängtade uppföljaren på Ghost in the Shell, med titeln Innoncence, en film som då varit i produktion under fyra års tid. Filmen kretsar kring "Batou", den manliga huvudfiguren i Shirows manga som här undersöker en serie grymma mordfall; samtidigt försöker han på ett personligt plan förlika sig med sitt eget mänskliga förfall. Oshiis film valdes ut att delta i Cannes tävling om Guldpalmen.
Oshiis var på tal att bli en av regissörerna inblandade i The Animatrix-projektet, men han avböjde på grund av sitt arbete med Innocence. Andra avbrutna filmprojekt vid denna tid inkluderade ett bidrag till antologifilmen Paris, je t'aime och ett samarbete med filmskaparen Kenta Fusasaku, där Oshii skulle bidra med manus till filmen Elle Is Burning. I det sistnämnda fallet blev manuset skrivet, men filmarbetet avbröts av finansiella skäl.

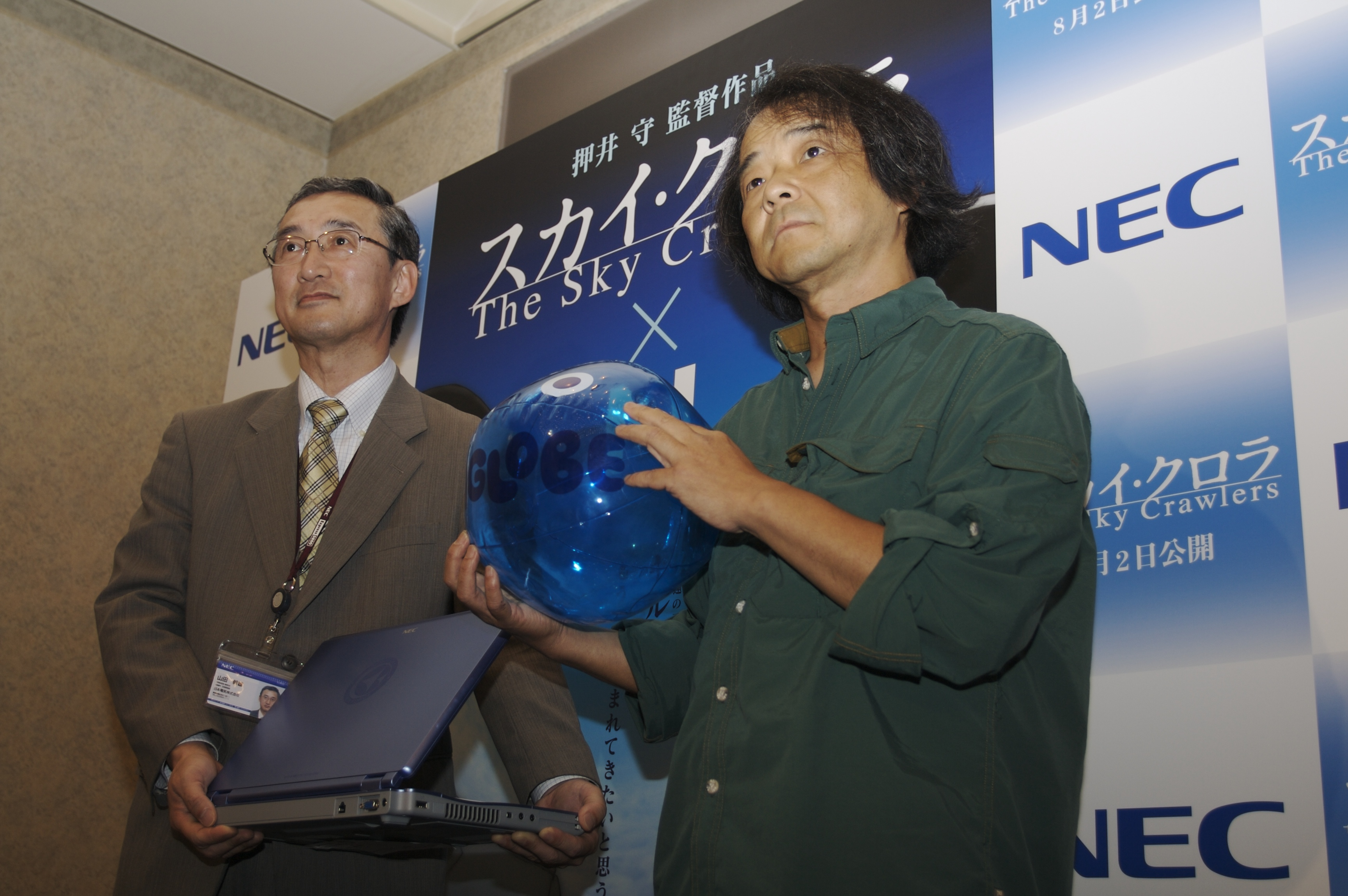
Oshii 2009, vid reklamtillfälle för Sky Crawlers.

2008 kom Sky Crawlers, en film om kriget som underhållning efter Hiroshi Moris roman. Filmen ställde året efter upp till tävlan om Guldlejonet i filmfestivalen i Venedig. Därefter skrev Oshii manuset till Production I.G-animerade Musashi: The Dream of the Last Samurai, en film som beskrivits som den första animedokumentären.

### Senare år
Oshii skrev regisserade 2009 spelfilmen Assault Girls efter eget manus, och samma år hanterade han den konstnärliga ledningen för Production I.G-segmentet till den animerade kortfilmsantologin Halo Legends. 2011 kom spelfilmen 28 1/2, en bearbetning av Mitsuteru Yokoyamas Tetsujin-28-manga.
2014 kom Garm Wars: The Last Druid, en japansk-kanadensisk samproduktion som blandar animation och skådespelare. Premiären skedde på Tokyo International Film Festival. Året därpå släpptes Tōkyō mukokuseki shōjo, en spelfilm av thrillerkaraktär.
De senare produktionerna har i många fall saknat animationsinslag, även om flera animationsprojekt utannonserats. Cartoon Networks animationsblock Toonami sände under 2017 Sand Whale and Me, en serie korta spelfilmer med regi av Oshii. 2018 ryktades det om en animebearbetning av den japanska romanserien Chimera.
2021 släpptes Vlad Love, en ONA-serie med regi av Oshii och producerad på Ichigo Animation. Den tolv avsnitt långa serien är en slapstick-baserad komedi runt två flickor, där den ena är en vampyr.

## Betydelse
Oshii anses som en av de viktigaste japanska anime-regissörerna, och ibland jämförs hans stil med den hos kollegan Hayao Miyazaki. Hans stil är influerad av filosofi och hans mångåriga intresse för kristen mytologi.
Oshiis påverkan syns hos ett antal andra japanska animeregissörer, inte minst hos Kenji Kamiyama som ibland nämnts som Oshiis "skyddsling". Den internationella uppmärksamheten genom Ghost in the Shell inspirerade till amerikanska filmproduktioner som Dark City, Matrix och Avatar.

## Filmografi som regissör
| År        | Titel                                                       | Typ      | Format                   |
| --------- | ----------------------------------------------------------- | -------- | ------------------------ |
| 1977–1978 | Ippatsu Kanta-kun                                           | Tecknad  | TV-serie (två avsnitt)   |
| 1977–1979 | Yatterman                                                   | Tecknad  | TV-serie (två avsnitt)   |
| 1978–1979 | Gatchaman II                                                | Tecknad  | TV-serie (tre avsnitt)   |
| 1979–1980 | Zenderman                                                   | Tecknad  | TV-serie (nio avsnitt)   |
| 1980–1981 | Nirusu no fushigi na tabi                                   | Tecknad  | TV-serie (18 avsnitt)    |
| 1981–1982 | Belle och Sebastian (Meiken Jolie)                          | Tecknad  | TV-serie (två avsnitt)   |
| 1981–1986 | Urusei yatsura                                              | Tecknad  | TV-serie (24 avsnitt)    |
| 1983      | Urusei yatsura: Only You                                    | Tecknad  | Långfilm                 |
| 1983–1984 | Dallos                                                      | Tecknad  | OVA                      |
| 1984      | Urusei Yatsura 2: Beautiful Dreamer                         | Tecknad  | Långfilm                 |
| 1985      | Tenshi no tamago                                            | Tecknad  | Långfilm                 |
| 1987      | Akai megane                                                 | Spelfilm | Långfilm                 |
| 1987      | Twilight Q                                                  | Tecknad  | OVA                      |
| 1988      | Kidō keisatsu patorebā                                      | Tecknad  | OVA                      |
| 1989      | Patlabor (Kidō keisatsu patorebā: Gekijō-ban)               | Tecknad  | Långfilm                 |
| 1989      | Gosenzosama banbanzai!                                      | Tecknad  | OVA                      |
| 1990      | Maroko                                                      | Tecknad  | Långfilm                 |
| 1991      | Jigoku no banken: kerubersu                                 | Spelfilm | Långfilm                 |
| 1992      | Talking Head                                                | Spelfilm | Långfilm                 |
| 1993      | Patlabor 2: The Movie (Kidō keisatsu patorebā: The Movie 2) | Tecknad  | Långfilm                 |
| 1995      | Ghost in the Shell                                          | Tecknad  | Långfilm                 |
| 2001      | Avalon                                                      | Spelfilm | Långfilm                 |
| 2004      | Ghost in the Shell 2: Innocence                             | Tecknad  | Långfilm                 |
| 2005      | Mezame no hakobune                                          | Tecknad  | Kortfilm                 |
| 2006      | Tachiguishi retsuden                                        | Tecknad  | Långfilm                 |
| 2006      | Onna tachiguishi-retsuden                                   | Spelfilm | Kortfilm                 |
| 2007      | Ani-Kuri 15                                                 | Tecknad  | Tv-serie (ett avsnitt)   |
| 2007      | Shin-onna tachiguishi retsuden                              | Spelfilm | Filmantologi (två delar) |
| 2008      | Ghost in the Shell 2.0                                      | Tecknad  | Långfilm                 |
| 2008      | Sky Crawlers                                                | Tecknad  | Långfilm                 |
| 2008      | Kill                                                        | Spelfilm | Långfilm                 |
| 2009      | Assault Girls                                               | Spelfilm | Långfilm                 |
| 2011      | 28 1/2                                                      | Spelfilm | Långfilm                 |
| 2014      | Garm Wars: The Last Druid                                   | Spelfilm | Långfilm                 |
| 2015      | Tōkyō mukokuseki shōjo                                      | Spelfilm | Långfilm                 |
| 2017      | Sand Whale and Me                                           | Spelfilm | TV-serie                 |
| 2021      | Vlad Love                                                   | Tecknad  | ONA                      |